# 경주 남산 삼릉계 마애관음보살입상
경주 남산 삼릉계 마애관음보살입상(慶州 南山 三陵溪 磨崖觀音菩薩立像)은 대한민국 경상북도 경주시, 남산의 삼릉계곡에 있는 관음보살 입상이다. 1972년 12월 29일 경상북도의 유형문화재 제19호로 지정되었다.

## 개요
경주 남산의 삼릉계곡에 있는 이 불상은 돌기둥 같은 화강암 암벽에 돋을새김한 것으로 연꽃무늬 대좌(臺座)위에 서 있는 관음보살상이다.
머리에는 보관(寶冠)을 쓰고 있으며, 만면에 미소를 띤 얼굴은 부처의 자비스러움이 잘 표현되어 있다. 손에는 보병(寶甁)을 들고 있어 보관과 함께 이 불상이 현세에서 자비로써 중생을 구제한다는 관음보살임을 알 수 있다. 불상 뒷면에는 기둥 모양의 바위가 광배(光背) 역할을 하고 있는데, 자연미에 인공미를 가한 느낌이다.
이 불상은 정확한 연대와 조각자가 알려져 있지 않으나, 통일신라시대인 8∼9세기 작품으로 추정된다. 이 불상의 동편에 위치하고 있는 머리 없는 불상은 남쪽으로 약 100m 떨어진 지점의 소나무 숲속에서 출토되어 이쪽으로 옮겨온 것이다.

## 같이 보기
- 경주시의 지질
- 한국의 화강암

## 참고 자료
- 삼릉계곡마애관음보살상 - 국가유산청 국가유산포털